# 하희낭주
하희낭주(夏姬娘州)는 풍월주 제17세 염장공(廉長公)의 화주(花主)다. 하희(夏姬)의 아버지는 하종공(夏宗公)이다. 하종공(夏宗公)이 비록 어머니에게 효도(孝度)하여 형세를 살펴 따랐으나 안으로 그 논의를 찬성하면서도 겉으로는 감히 말을 하지 못하였다.

당시 은륜 공주가 임금의 총애를 잃었는데 이는 바로 태상의 막내딸이었다. 태상이 대원을 염려하여 공에게 명하여 은륜 공주를 받들게 해서 효종공을 낳았다.앞서 설원공의 딸 미모낭주에게 장가들어 모종을 낳았었다. 효종의 누이는 하희와 월희이고 모종의 누이는 유모와 영모이다. 공은 청렴 검소하여 여색을 삼가고 아래 사람을 사랑하고 위를 잘 섬겨 세종의 풍토를 많이 지녔기 때문에 처음에는 복종하지 않는 파가 있었으나 결국은 모두 돌아왔다.

## 가계
- 아버지 : 하종(夏宗)
- 어머니 : 김솔지(金率支)
  - 남편 : 염장(廉長)
  - 부인 : 하희(夏姬)
    - 아들 : 윤장(閏長)
    - 아들 : 하장(夏長)
    - 아들 : 춘장공(春長公)
    - 딸 : 춘화(春花)
    - 딸 : 경화(京華)
    - 딸 : 윤화낭주(尹華娘主)